# The Look of Love (singel ABC)
The Look of Love – trzeci singiel brytyjskiego zespołu synthpopowego ABC z ich debiutanckiej płyty The Lexicon of Love. Został wydany 14 maja 1982 roku. W 1990 w ramach promocji kompilacji Absolutely wydano remiks zatytułowany The Look of Love (1990 Mix), wykorzystującą elementy Computer Love zespołu Kraftwerk.
Instrumentalna wersja utworu wykorzystywana była jako podkład muzyczny w Liście Przebojów Programu Trzeciego.

## Listy przebojów
- UK Singles Chart: 4[2]
- Billboard Hot 100: 18[3]
- Canadian Singles Chart: 1[4]